# AA das Palmeiras
AA das Palmeiras was een Braziliaanse voetbalclub uit de stad São Paulo.

## Geschiedenis
De club werd in 1902 opgericht door vermogende Braziliaanse families. In de beginjaren was het een eliteclub en pas vanaf 1915 werden ook leden toegelaten zonder een academische achtergrond. Aanvankelijk speelde de club tegen reservere-elftallen van de grotere clubs uit de stad. Door de goede resultaten besloot de club zich in te schrijven voor het derde kampioenschap van de Campeonato Paulista. De club begon de competitie goed met een 3-0 zege tegen SC Germânia, maar daar bleef het bij want de volgende negen wedstrijden werden verloren. Ook het volgende seizoen eindigde de club laatste. In 1906 werd de club uit de competitie gezet na onregelmatigheden bij de ticketverkoop. Pas in 1909 keerde de club terug naar de competitie en beëindigde het seizoen op een gedeelde eerste plaats met CA Paulistano. Na een beslissende wedstrijd won Palmeiras met 2-1 en behaalde zo de eerste titel.
In 1910 vond voor het eerst een wedstrijd plaats tussen de kampioen van São Paulo en Rio de Janeiro. Palmeiras verloor met duidelijke 2-7 cijfers van Botafogo zodat deze club zich de officieuze eerste landskampioen kon noemen. Palmeiras werd opnieuw kampioen van São Paulo en versloeg in 1911 dit keer wel Botafogo waardoor de club officieus landskampioen werd. Dat jaar gaf ge club ook Fluminense FC een 8-2 pak slaag.

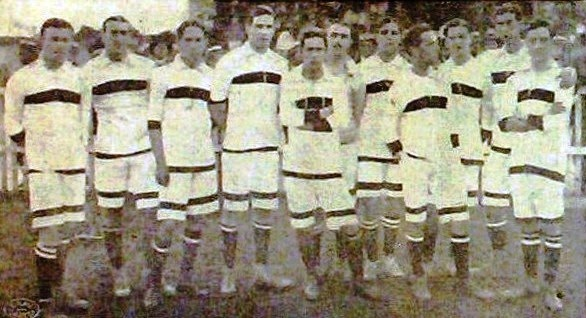
Kampioenenelftal 1915

Tijdens een wedstrijd tegen Germânia in 1911 verloor de club met 4-3 en trok zich terug uit de competitie omdat ze het niet eens waren met de gebeurtenissen in de wedstrijd, ook in 1912 nam de club niet deel aan het kampioenschap. In 1913 kwam het tot een splitsing in het voetbal van São Paulo. Palmeiras, Paulistano en Mackenzie College organiseerden een eigen kampioenschap voor de elitaire ploegen, Palmeiras werd laatste. Het volgende seizoen namen er 6 teams deel, maar opnieuw eindigde de club laatste. Een jaar later werd de club dan ongeslagen kampioen. In 1916 ondersteunde de club de kandidatuur van Palestra Itália om opgenomen te worden in de competitie. Toen deze club in 1942 de naam wijzigde omdat Italië een van de Asmogendheden van de Tweede Wereldoorlog was koos deze voor de naam SE Palmeiras als eerbetoon aan de oude bondgenoot, die inmiddels niet meer bestond. In de competitie eindigde Palmeiras echter voorlaatste, net voor Palestra Itália.
In 1917 werden de twee competities in de stad weer herenigd. De volgende jaren eindigde de club meestal in de onderste tabelhelft en in 1918 en 1925 trok de club zich weer voortijdig terug uit de competitie. In 1926 volgde weer een splitsing, acht clubs waaronder Palmeiras richtten een amateurcompetitie op. De club kon echter ook hier niet aan vroegere successen tippen en eindigde weer vanonder. De professionalisering in de stad was niet tegen te houden en onder andere Germânia en Paulistano zagen in het amateurvoetbal geen toekomst meer en trokken hun team terug. Palmeiras probeerde een profelftal te stichten maar slaagde daar niet in.
Oude spelers van Paulistano en Palmeiras, waaronder Arthur Friedenreich en Araken Patusca besloten om op 25 januari 1930 São Paulo FC op te richten. De club ging in het Estádio da Floresta van Palmeiras spelen. Deze club die de eigenlijk voorloper is van São Paulo FC kreeg dan ook de bijnaam São Paulo da Floresta.

## Erelijst
Campeonato Paulista
1909, 1910, 1915